# Baron (Gard)
Baron – miejscowość i gmina we Francji, w regionie Oksytania, w departamencie Gard.
Według danych na rok 1990 gminę zamieszkiwało 199 osób, a gęstość zaludnienia wynosiła 20 osób/km² (wśród 1545 gmin Langwedocji-Roussillon Baron plasuje się na 710. miejscu pod względem liczby ludności, natomiast pod względem powierzchni na miejscu 759.).